# Большой сосочек двенадцатиперстной кишки

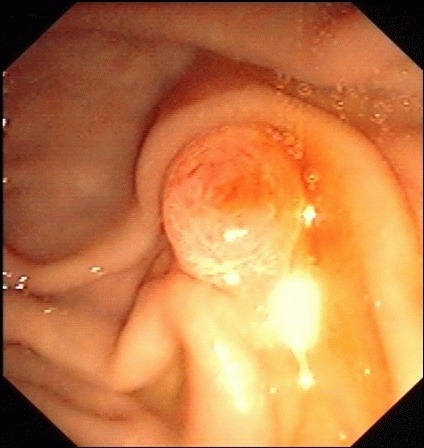
Фатеров сосочек. Снято через эндоскоп

Большо́й сосо́чек двенадцатипе́рстной кишки́ (синонимы: большо́й дуодена́льный сосо́чек, фа́теров сосо́чек, фа́теров сосо́к; лат. papilla duodeni major) — анатомическая структура в виде полусферического, конусовидного или уплощённого возвышения от 2 мм до 2 см высотой, расположенная на конце продольной складки слизистой оболочки в середине нисходящей части двенадцатиперстной кишки примерно на 12—14 см ниже привратника. В 80 % случаев открывается в просвет двенадцатиперстной кишки одним отверстием, общим для жёлчного и панкреатического протоков. Примерно в 20 % случаев панкреатический проток открывается на 2—4 см выше.
В фатеровом соске располагается печеночно-поджелудочная ампула, в которую поступает желчь и пищеварительные соки поджелудочной железы, и сфинктер Одди, регулирующий поступление жёлчи и панкреатического сока в двенадцатиперстную кишку и не допускающий попадание содержимого кишечника в жёлчный и панкреатический протоки.
Назван в честь немецкого анатома Абрахама Фатера (1684—1751).

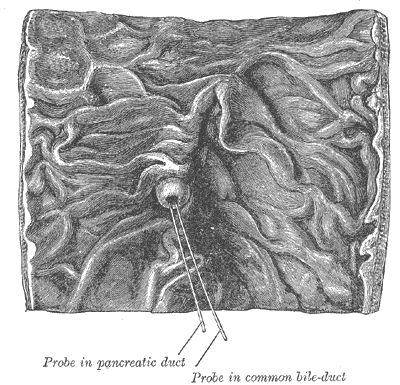
Фатеров  сосочек. Рисунок из Анатомии Грея
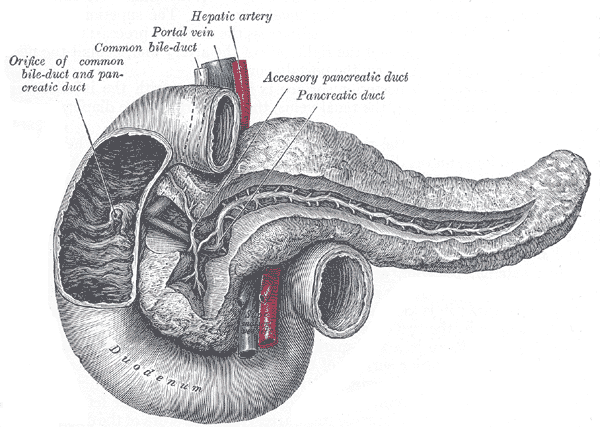
Двенадцатиперстная кишка и фатеров сосочек. Рисунок из Анатомии Грея (лат.)